# Petite rivière Saint-François
Pour les articles homonymes, voir Saint-François.
La Petite rivière Saint-François est un affluent de la rive nord-ouest du fleuve Saint-Laurent. Cette rivière coule dans la municipalité de Petite-Rivière-Saint-François, dans la municipalité régionale de comté (MRC) de Charlevoix, dans la région administrative de la Capitale-Nationale, dans la province de Québec, au Canada.
La partie inférieure est desservie par la rue Principale de Petite-Rivière-Saint-François, laquelle longe le fleuve Saint-Laurent. Les activités économiques de cette vallée sont concentrées sur la rive du fleuve où les activités récréotouristiques (notamment la villégiature) sont développées. En sus, les sommets et les flancs des montagnes environnantes sont exploités pour les activités récréotouristiques, notamment l'important centre de ski alpin du Massif de Charlevoix qui est localisé tout près du côté sud de cette rivière et dont le flanc de la montagne aménagé pour le ski alpin fait face au fleuve.
La surface de la partie inférieure de la Petite rivière Saint-François est généralement gelée du début de décembre jusqu'à la fin de mars, sauf les zones de remous ; toutefois la circulation sécuritaire sur la glace se fait généralement de la mi-décembre à la mi-mars. La partie supérieure compte une période de gel d'une semaine additionnelle. Le niveau de l'eau de la rivière varie selon les saisons et les précipitations ; la crue printanière survient en mars ou avril.

## Géographie
La Petite rivière Saint-François prend sa source à la confluence de deux ruisseaux de montagne, dans la municipalité de Petite-Rivière-Saint-François, du côté nord du sommet de la montagne à Liguori (altitude : 820 m). Cette source est située à :
- 16,3 km au sud du centre-ville de Baie-Saint-Paul ;
- 2,4 km à l'ouest du centre du village de Petite-Rivière-Saint-François ;
- 2,8 km à l'est de la route 138 laquelle s'éloigne de 5 à 6 kilomètres à cet endroit du fleuve Saint-Laurent ;
- 16,7 km au nord-est du centre-ville de Saint-Tite-des-Caps.

À partir de sa source, le cours de cette rivière descend sur 3,9 km vers le sud-est en courbant vers l'est en fin de segment, avec une dénivellation de 453 m, en coupant la rue Principale et le chemin de fer qui longe le fleuve, jusqu'à son embouchure.
La Petite rivière Saint-François se déverse sur la rive nord-ouest de l'estuaire moyen du Saint-Laurent, dans la municipalité de Petite-Rivière-Saint-François. Cette confluence est localisée à :
- 2,0 km au sud du centre du village de Petite-Rivière-Saint-François ;
- 5,9 km à l'est de la route 138 ;
- 1,3 km au nord du hameau de Grande-Pointe.

## Toponymie
Lors de son voyage exploratoire de 1603 sur le fleuve Saint-Laurent, Champlain désigna ce cours d'eau sous la forme de « Petite Rivière ». Ce cours d'eau fut désigné ultérieurement sous les variantes suivantes : « rivière Bergeron » et « Rivière du Sot »,.
Le toponyme « Petite rivière Saint-François » a été officialisé le 5 décembre 1968 à la Banque des noms de lieux de la Commission de toponymie du Québec.